# Nico Varela
César Nicolás Varela Batista, conocido como Nico Varela nació en (Montevideo, Uruguay, 19 de enero de 1991), es un futbolista uruguayo. Juega de centrocampista y su actual equipo es el AEZ Zakakiou de la Segunda División de Chipre.

## Trayectoria
Debutó con el primer equipo del Real Murcia en la temporada 2011/12, en Segunda División, convirtiéndose en el décimo séptimo jugador charrúa que viste la camiseta grana. Los dos primeros fueron Balo y Brandón en la campaña 1971-1972, ambos llegaron a Murcia procedentes del Real Espanyol.
Iñaki Alonso decidió darle la oportunidad de alternar partidos con el Real Murcia y el Real Murcia Imperial en la temporada 2011/12.  
En verano de 2012, rescindió con el Real Murcia y fichó por el Cádiz CF del Grupo IV de la Segunda División B de España. En el club amarillo solo disputó la primera vuelta de la temporada, apenas 7 partidos en el que sólo fue titular en uno contra el Albacete Balompié. Tras no contar para el técnico cadista, Raúl Agné, el jugador se marchó cedido al UCAM Murcia CF, también del Grupo IV de la Segunda División B de España. Durante su cesión en el equipo murciano, fue de los más destacados del equipo, que llegó vivo a la última jornada de liga tras una segunda vuelta espectacular, pero el empate a 0 en el último partido contra el Arroyo CP y el número pobre de puntos en la primera vuelta, 7 puntos, concluyó con el descenso del UCAM Murcia CF a Tercera División. Tras terminar la cesión, rescinde su contrato con el Cádiz CF, el cual le quedaba dos años más, y firma por el UD Almería para jugar en su filial.
En la temporada 2013-14, jugaría en el UD Almería B de la Segunda División B de España.
En la temporada 2014-15, se marcha a Grecia para jugar en el APS Zakynthos de la Segunda División de Grecia, donde logró seis goles en 23 partidos.
En la temporada siguiente se marcha a Bulgaria para jugar en el Botev Plovdiv en el que logró tres goles en 15 partidos, pero en enero de 2016, rescinde su contrato y firma temporada y media por el AE Larisa de la Segunda División de Grecia.
En las filas del AE Larisa, logró el ascenso a la Primera División de Grecia y en la que jugó la temporada siguiente, sumando un total de cinco goles en 33 partidos.
Durante las temporadas 2017-18 y 2018-19, jugaría en el Wisła Płock de la Ekstraklasa, anotando 9 goles en 59 partidos.
El 14 de agosto de 2019, firma por el Enosis Neon Paralimni de la Primera División de Chipre.
En la temporada 2020-21, cambia de equipo en Chipre y firma por el Nea Salamina Famagusta de Fútbol de la misma categoría.
En la temporada 2021-22, se compromete con el PAEEK FC de la Primera División de Chipre, con el que no lograría mantener la categoría.
El 29 de junio de 2022, firma por el AEZ Zakakiou de la Segunda División de Chipre.

## Clubes
| Club                                | País     | Año             |
| ----------------------------------- | -------- | --------------- |
| Real Murcia Club de Fútbol Imperial | España   | 2011-2012       |
| Real Murcia CF                      | España   | 2012            |
| Cádiz CF                            | España   | 2012-2013       |
| UCAM Murcia CF (cedido)             | España   | 2013            |
| UD Almería B                        | España   | 2013-2014       |
| APS Zakynthos                       | Grecia   | 2014-2015       |
| Botev Plovdiv                       | Bulgaria | 2015            |
| AE Larisa                           | Grecia   | 2016-2017       |
| Wisła Płock                         | Polonia  | 2017-2019       |
| Enosis Neon Paralimni               | Chipre   | 2019-2020       |
| Nea Salamina Famagusta de Fútbol    | Chipre   | 2020-2021       |
| PAEEK FC                            | Chipre   | 2021-2022       |
| AEZ Zakakiou                        | Chipre   | 2022-Actualidad |